# Nam Som (huyện)
Nam Som (tiếng Thái: น้ำโสม) là một huyện (amphoe) ở vùng tây bắc của tỉnh Udon Thani, đông bắc Thái Lan.

## Địa lý
Các huyện giáp ranh (từ phía bắc theo chiều kim đồng hồ) là: Na Yung, Ban Phue của tỉnh Udon Thani, Suwannakhuha của Nongbua Lamphu Province và Pak Chom của Loei Province.

## Lịch sử
Tiểu huyện (king amphoe) đã được lập ngày 12 tháng 5 năm 1969, khi hai tambon Nam Som and Na Yung được tách ra từ Ban Phue. The third tambon Nong Waeng was added on ngày 4 tháng 7 năm 1969. Tiểu huyện đã được nâng cấp to a full district ngày 1 tháng 4 năm 1974.

## Hành chính
Huyện này được chia thành 7 phó huyện (tambon), các đơn vị này lại được chia ra thành 80 làng (muban). Có hai thị trấn (thesaban tambon) - Na Ngua nằm trên một phần của tambon Na Ngua and Si Samran; Nam Som cover parts of tambon Nam Som and also Si Samran. Có 7 Tổ chức hành chính tambon.
| STT. | Tên        | Tên Thái | Số làng | Dân số |  |
| ---- | ---------- | -------- | ------- | ------ |  |
| 1.   | Na Ngua    | นางัว     | 10      | 8.848  |  |
| 2.   | Nam Som    | น้ำโสม    | 16      | 10.860 |  |
| 5.   | Nong Waeng | หนองแวง  | 13      | 8.061  |  |
| 6.   | Ban Yuak   | บ้านหยวก  | 15      | 9.307  |  |
| 7.   | Som Yiam   | โสมเยี่ยม  | 6       | 4.215  |  |
| 10.  | Si Samran  | ศรีสำราญ  | 12      | 8.567  |  |
| 12.  | Samakkhi   | สามัคคี    | 8       | 5.764  |  |

Các con số không có trong bảng này là tambon nay tạo thành huyện Na Yung.